# Troisième circonscription de la préfecture d'Okinawa
La troisième circonscription de la préfecture d'Okinawa (沖縄県第3区, Okinawa-ken dai-san-ku) est l'une des quatre circonscriptions législatives que compte la préfecture d'Okinawa au Japon.

## Description géographique
Entre 1994 et 2002, la troisième circonscription de la préfecture d'Okinawa regroupait les villes d'Ishikawa (ja), Gushikawa, Nago et Okinawa, le district de Kunigami et une partie des districts de Nakagami et Shimajiri. Dans le district de Nakagami, elle comprenait les bourgs de Yonashiro (ja), Katsuren, Kadena et Chatan et les villages de Yomitan, Kitanakagusuku et Nakagusuku ; dans le district de Shimajiri, les villages d'Iheya et Izena.
Entre 2002 et 2013, elle réunissait les mêmes unités administratives à l'exception du district de Nakagami dans lequel elle ne comprenait plus que les bourgs de Yonashiro et Katsuren.
Depuis 2013, elle est composée des villes de Nago, Okinawa et Uruma, du district de Kunigami et des villages d'Iheya et Izena (district de Shimajiri).

## Députés
| Législature | Début de mandat | Fin de mandat | Député élu         | Parti politique | Parti politique |
| ----------- | --------------- | ------------- | ------------------ | --------------- | --------------- |
| 41e         | 1996            | 2000          | Kōsuke Uehara (ja) |                 | PSD             |
| 42e         | 2000            | 2003          | Mitsuko Tōmon      |                 | PSD             |
| 43e         | 2003            | 2005          | Chiken Kakazu (ja) |                 | PLD             |
| 44e         | 2005            | 2009          | Chiken Kakazu (ja) |                 | PLD             |
| 45e         | 2009            | 2012          | Denny Tamaki       |                 | PDJ             |
| 46e         | 2012            | 2014          | Natsumi Higa       |                 | PLD             |
| 47e         | 2014            | 2017          | Denny Tamaki       |                 | PVP             |
| 48e         | 2017            | 2018          | Denny Tamaki       |                 | SE              |
| 48e         | 2019            | 2021          | Tomohiro Yara (ja) |                 | SE              |
| 49e         | 2021            | 2024          | Aiko Shimajiri     |                 | PLD             |
| 50e         | 2024            | -             | Aiko Shimajiri     |                 | PLD             |